# Donovan Leitch
Donovan Jerome Leitch, född 16 augusti 1967 i London, är en brittiskfödd amerikansk skådespelare, sångare och före detta fotomodell. Han är son till singer-songwritern Donovan (Donovan Phillips Leitch) och bror till skådespelerskan Ione Skye. Han var tidigare medlem i hårdrocksbandet Camp Freddy, samt är en av grundarna av neo-glam-gruppen Nancy Boy, tillsammans med Jason Nesmith, son till The Monkees-medlemmen Michael Nesmith. Som skådespelare är han mest känd för rollen som Paul Taylor i skräckfilmen Panik (en nyinspelning av Faran från skyn).

## Karriär
Leitch har medverkat i filmer som Breakdance 2 Electric Boogaloo, Och Gud skapade kvinnan, Panik, Ärans män, Cutting Class, Gas Food Lodging, Jack the Bear, I Shot Andy Warhol och One Night Stand. Han har också medverkat i ett avsnitt av TV-serien Gothams änglar i rollen som skurken Malcolm Lagg.
År 1986 provspelade Leitch för rollen som "Bill S. Preston Esquire" i science fiction-komedin Bill & Teds galna äventyr, där han tillsammans med Keanu Reeves, Gary Riley och Matt Adler. Rollen gick dock till slut till Alex Winter, som från början bara hade läst manuset för den andra huvudkaraktären Ted "Theodore" Logan.
I början av 1990-talet startade Leitch det alternativa rockbandet Nancy Boy, som var influerat av glamrock och britpop. I bandet fanns även gitarristen Jason Nesmith, som är son till The Monkees-medlemmen Michael Nesmith. Bandet släppte de två albumen Promosexual (1995) och Nancy Boy (1996). Trots att deras andra album släpptes av det stora skivbolaget Elektra Records blev det ingen vidare succé, och bandet blev därefter inaktivt. Nesmith lämnade bandet några år senare.

## Privatliv
Leitch föddes i London, som son till singer-songwritern Donovan, och fotomodellen Enid Karl (född Stulberger). Han är bror till skådespelerskan Ione Skye. Hans föräldrar separerade när han var tre år, och därefter växte han upp i Hollywood Hills i Kalifornien med sin mor. Hans far är skotsk, med delvis irländsk härkomst. Hans mor växte upp i Bronx-området i New York och är judisk.
Leitch gifte sig med den skotska fotomodellen Kirsty Hume den 23 september 1997. Den 21 mars 2004 föddes deras dotter Violet Jean Leitch i deras hem i Los Angeles. Leitch och Hume separerade år 2011, och Hume ansökte därefter om skilsmässa.
Leitch friade till skådespelerskan Libby Mintz två månader efter att exhustrun Kirsty Hume hade lämnat in deras skilsmässoansökan. Han och Mintz fick sonen Donovan Evers Leitch som föddes den 14 april 2015. De gifte sig den 3 oktober 2015.

## Filmografi (i urval)

### Filmer
- 1984 – Breakdance 2 Electric Boogaloo
- 1988 – Och Gud skapade kvinnan
- 1988 – Panik
- 1989 – Cutting Glass
- 1989 – Ärans män
- 1992 – Gas Food Lodging
- 1993 – Jack the Bear
- 1996 – I Shot Andy Warhol
- 1997 – One Night Stand
- 2008 – The Dark Knight
- 2021 – Habit

### TV-serier
- 1989 – 21 Jump Street (TV-serie)
- 1990 – Life Goes On (TV-serie)
- 2000 – Sex and the City (TV-serie)
- 2006 – Grey's Anatomy (TV-serie)